# Rai

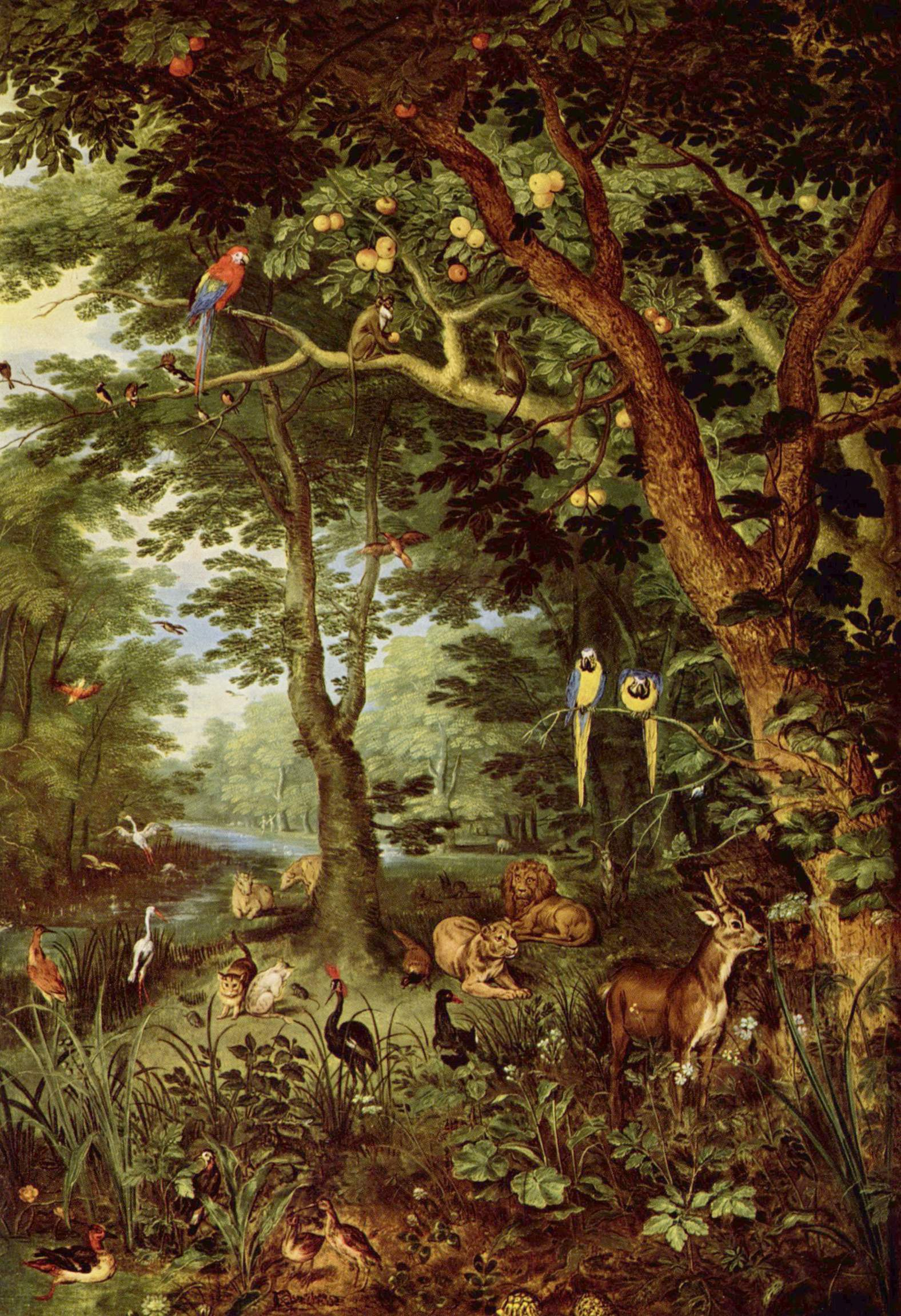

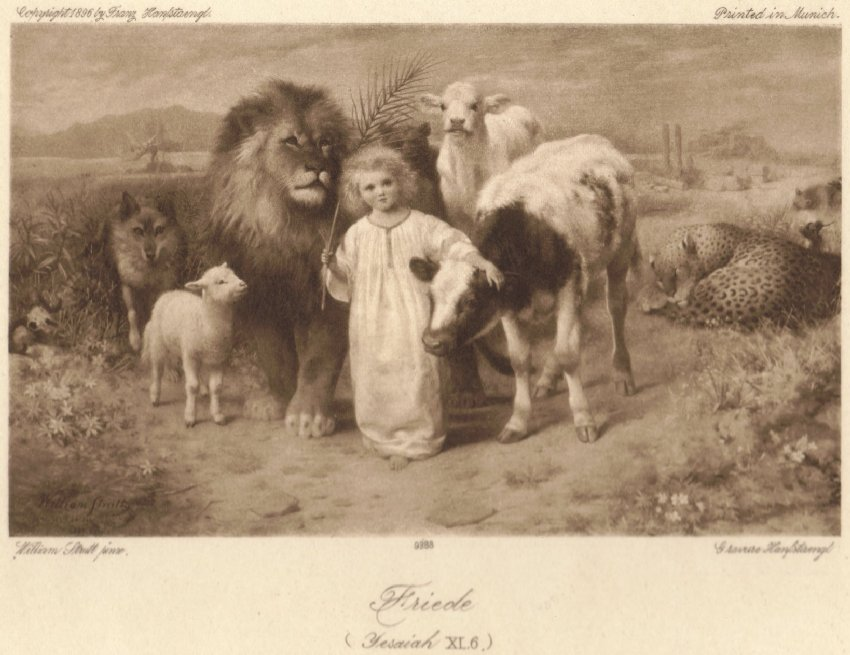
Prezentarea raiului după Jesaja 11,6 in o Ilustraţie din secolul XIX

Prin rai se înțelege, în diferite religii, locul în care se duce sufletul omului merituos după moarte. În acest loc nu ar exista griji pentru necesități, astfel ca fericirea sufletească să fie posibilă.
De cele mai multe ori însă, există îndatoriri, care trebuie respectate, până a putea ajunge acolo. În creștinism, de exemplu, cel doritor să ajungă în rai trebuie să creadă în Isus Hristos și eventual să urmeze ritualurile unui cult creștin. Se susține de către diverse culte că ajungerea în Paradis reprezintă eliberarea de toate lucrurile pământești și axarea pe o viață (strict) religioasă.
Împărăția cerului (în greacă: basileia tou theau) înseamnă în iudaism instaurarea domniei lui YHWH în Israel și terminarea exilului evreilor, iar în creștinism înseamnă mântuirea lumii.

## Paradisul
- în limba persană - pardeis, un cuvânt pentru parcurile regale
- în limba ebraică - pardes (din limba persană), devenit ulterior cuvântul pentru livadă regală, și livadă în general. El apare doar în cărțile de mai târziu ale Vechiului Testament
- în limba aramaică - pardisa, un cuvânt care înseamnă un parc regal; de asemenea, utilizat cu privire la un viitor de restaurare din Grădina Edenului.[1]
- în limba greacă - paradeisos, un cuvânt comun pentru parcurile regale; apare în versiunea greacă a Vechiului Testament ca o traducere a cuvântului ebraic gan Eden pentru Grădina Edenului. Ea apare doar de trei ori în Noul Testament.

Paradisul (grec. paradeisos) este amintit și sub forma de rai pe pământ sub domnia cerului în viața de apoi o viață fără griji, fericită în prezența îngerilor, fiind antipodul iadului sau infernului.

## Împărăția lui Dumnezeu
Hristos (Iisus) spunea apostolilor lui, ei trebuie să vegheze fără întrerupere în prezența și în absența Lui, ca ei să vadă venirea împărăției Lui (Marcu 13:37).
Unii dintre ei au devenit nerăbdători (2 Tesaloniceni:2). Pe de altă parte este amintit că Pavel, Iacob, Petru și Ioan pentru a preveni uitarea credinței au scris scrisori fraților lor creștini prin care aceștia sunt avertizați să nu-și piardă nădejdea și credința în sosirea împărăției lui Dumnezeu (Evrei 10:25, Evrei 10:37; Iacob 5:7-8; Petru 4:7; Petru 3:1-15; Ioan 2:18, Ioan 2:28).
Acest fapt nu este recunoscut de istoricii și teologii creștini, care afirmă de exemplu că Epistola către evrei n-a fost scrisă de fapt de Pavel.
În enciclopedia biblică franceză, Dictionnaire de la Bible este amintit: „Ar fi o osteneală zadarnică, să încercăm să tăgăduim cu orice preț, vegherea și așteptarea sfârșitului lumii, care stă scris clar în Noul Testament... În creștinismul timpuriu... așteptarea Parusiei (Revenirea lui Iisus) a jucat un rol important și poate fi găsit la începutul și sfârșitul Noului Testament.”

## Rai
Cuvântul slav rai este direct împrumutat de la cuvântul persan ray, ceea ce înseamnă fericirea și strălucirea cerească.
Denumiri în diverse religii:
- Creștinism - Rai
- Islam - Djanne (arab. "minune")
- Iudaism - șamaim ("cer")

Imaginările raiului sunt foarte multe și dau o privire interesantă asupra necesităților și nostalgiilor culturii respective. Pentru creștini acesta a fost pentru mare parte din Evul mediu Sfântul Ierusalim, mai târziu Grădina Edenului, Grădina Mănăstirii, care era făcută după dorințele Raiului. Punct important al acestor închipuiri a fost grădina franceză în stil baroc. După Iluminism imaginările despre grădina Paradisului au fost înlocuite tot mai mult cu un peisaj străvechi, o lume dinaintea civilizației, deci tot în fața căderii în păcat. Pentru ecologiștii din ziua de astăzi, Raiul este mai mult o pustietate, o pădure străveche sau un biotop.
Conform Bibliei, Grădina Edenului a fost creată de Dumnezeu în a șasea zi. Acolo i-a așezat pe Adam și Eva. După ce au fost izgoniți din rai, Grădina Raiului  reapare în Biblie ca „sânul lui Avraam”.

## Grădina Edenului

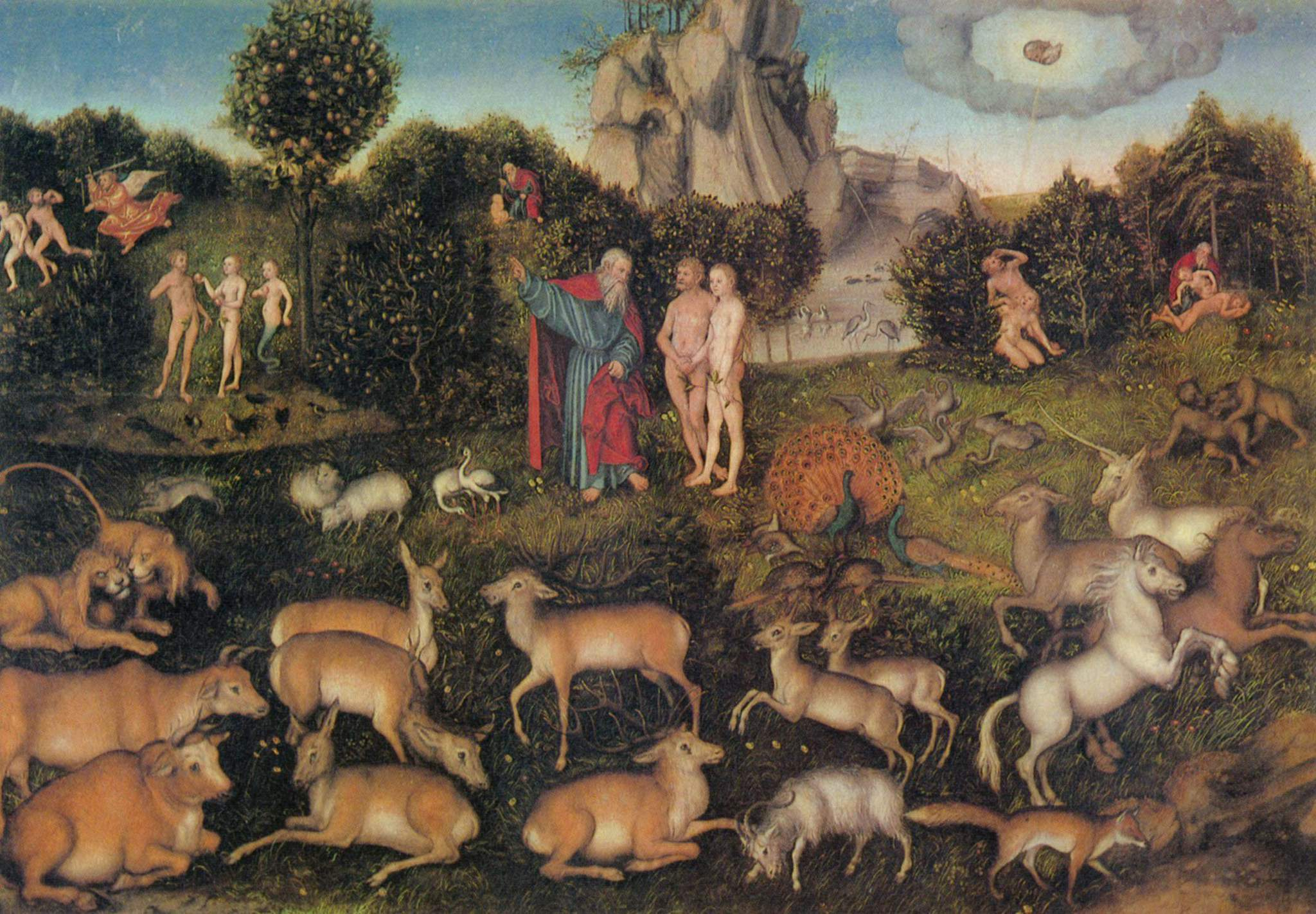

În Biblie se precizează că în Eden izvorau cele 4 râuri importante: Tigrul, Eufratul, Gihon și Pison. Tigrul și Eufratul se găsesc în Irak, Mesopotamia, cât despre celelalte râuri, nu se știe unde se află. Era acolo, conform Bibliei chiar și Pomul Vieții și Pomul Cunoașterii Binelui și Răului.
„Un râu ieșea din Eden și uda grădina; și de acolo se împărțea și se făcea patru brațe. Numele celui dintâi este Pison; el înconjoară toată țara Havila, unde se găsește aur. Aurul din țara aceasta este bun; acolo se găsește și bedelion și piatră de onix. Numele râului al doilea este Ghihon; el înconjoară toată țara Cuș. Numele celui de al treilea este Hidechel: el curge la răsăritul Asiriei. Al patrulea râu este Eufratul”—Geneza 2:10-14

## Loc
În evul mediu, când Cristofor Columb a descoperit America, datorită peisajului înfloritor și tropical, mulți spuneau că acolo trebuia să se afle Edenul, probabil aflându-se acolo și Fântâna Tinereții. Mulți misionari ca Marco Polo spuneau că în China se află Edenul. În prezent, datorită celor două râuri ca Tigru și Eufrat ce sunt descrise în Biblie, Edenul s-ar fi aflat în Irak, probabil că acolo cândva, zona era mult mai fertilă. Un cercetător a descoperit însă că au existat și râurile Gihon și Pison, acum secate și că cele 4 râuri se vărsau într-un fluviu, chiar în locul unde se află astăzi Golful Persic, odinioară, era o zonă fertilă.

## Grădina Edenului în alte mitologii
Cei ce au scris Biblia au luat titluri ca Creația, Potopul, Turnul Babel din alte opere ca Epopeea lui Ghilgameș, unde apare tot o grădină asemănătoare. Chiar și mitologia greacă menționează Grădinile Elizee ca o grădină a raiului.